# 21744 Меліселінджер
21744 Меліселінджер (21744 Meliselinger) — астероїд головного поясу, відкритий 9 вересня 1999 року.
Тіссеранів параметр щодо Юпітера — 3,490.